# Monastero di David Gareia
David Gareja (in georgiano დავითგარეჯის კომპლექსი სამონასტრო?, Davit'garejis samonastro komplek'si; in azero Keşiş Dağ məbədi) è un complesso monastico ortodosso georgiano in parte scavato nella roccia ed in parte edificato, situato nella regione della Cachezia nella Georgia orientale, sulle pendici semidesertiche del monte Gareja, circa a 60-70 km a sud est di Tbilisi, la capitale della Georgia. 
Il complesso comprende centinaia di celle, chiese, cappelle, mense e locali di abitazione scavati nella roccia. Il Monastero di Lavra è tuttora abitato da alcuni monaci in permanenza nella parte georgiana, mentre il complesso di Udabno si trova anche nel distretto di Agstafa in Azerbaigian: tale situazione è stata determinata dai geografi sovietici, negli anni trenta del secolo scorso. I sovietici non hanno rispettato l'eredità storica e culturale che lo lega alla Georgia e così è diventato oggetto di una disputa di confine tra le autorità della Georgia e dell'Azerbaigian. L'area è anche sede di specie animali protette, in particolare il gipeto, sovente visibile, e presenta tracce di alcuni dei più antichi insediamenti umani nella regione.

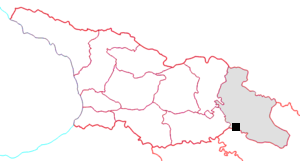
localizzazione di David Gareja nella regione del Kakheti al confine con l'Azerbaijan.